# ボン・リブラン
株式会社ボン・リブランは、富山県富山市に本社を置く菓子製造・販売を行う企業である。リブラン（LIS BLANC）もしくはフルールリブラン（FLEUR de LIS BLANC）のブランドにて事業を展開している。

## 概要
- 本社：富山県富山市南央町3-43[2]
- 創業：1963年（松井信夫により富山県内ではじめて生クリームの製造・販売をスタートさせ、ケーキ屋『オリエント製菓』として開業）[2][1][3]
- 設立：1967年9月[4]（富山市奥田町に『リブラン』の名称にて1号店がオープン）[3]
- 業種：食品製造業[2]
- 資本金：1,000万円[2]
- 従業員数：210人[2]

現在の本社工場は、1988年にとやまオムニパーク（富山市南央町）に竣工したものである。

## 主な商品

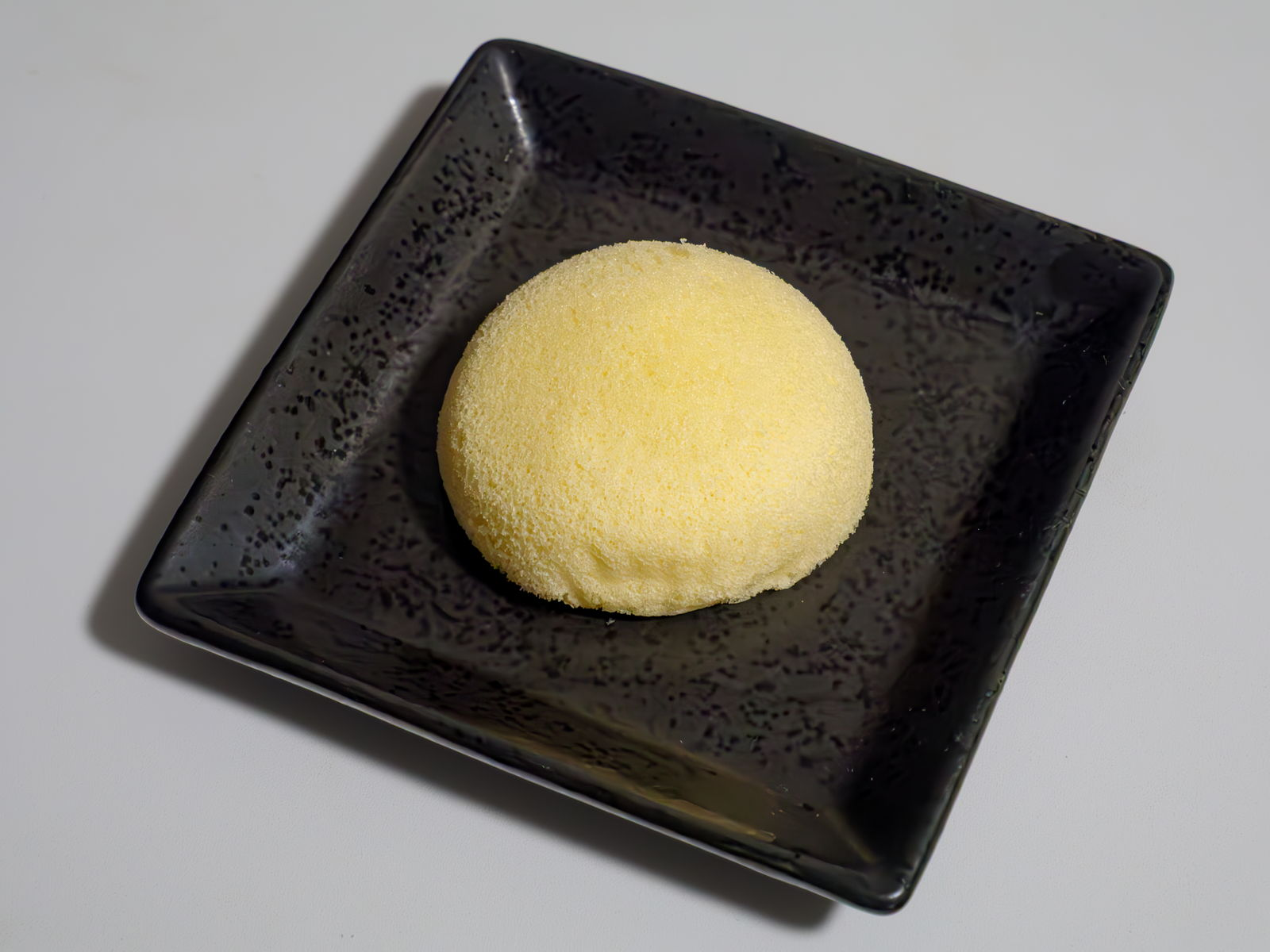
甘金丹

甘金丹（かんこんたん）
スポンジ生地（パフケーキ）の中にカスタードクリームを入れた菓子。反魂丹に代表される越中富山の薬をイメージしている。
富也萬（とやまん）
北海道産の小豆餡（こしあん）をパイで包んだ菓子。姉妹商品として、富也萬に生クリームをたっぷり詰め込んだ生富也萬（なまとやまん）も販売されている。
甘金丹、富也萬ともに1989年7月14日より発売されており、包装デザイン、ネーミング共に富山県の代名詞と言える『くすりの富山』をイメージしている。発売開始当初の値段は1個120円、8個入り1,000円、12個入り1,500円、16個入り2,000円。
この他、ケーキなどの洋菓子、和菓子、パンの三つの分野で、それぞれに個性的なブランド商品の開発に成功している。1965年には、富山県内で初めて生クリームを使用したケーキ『ハワイアン』を発売し、その数年後には、トヨタ自動車の同名の車種から名前をとったドーム型のケーキ『クラウン』を発売、現在も一番人気を誇る看板商品となっている。

## 直営店舗

### リブラン
出典:
富山市
- 栄町総本店
- 豊田北本店
- 五福店
- 空港通り店
- 赤田店
- 婦中店
- とやマルシェ店
- アピタ富山店
- アピタ富山東店
- アル・プラザ富山店（フューチャーシティ・ファボーレ1階）
- アピア店
- やかもち蔵

高岡市
- パティスリーシュシュイオンモール高岡店

砺波市
- MEGAドン・キホーテUNY砺波店

射水市
- アル・プラザ小杉店

氷見市
- 氷見プラファ店

魚津市
- MEGAドン・キホーテUNY魚津店

### その他の店舗
上記の他、別ブランドのヴェルフヲンス店が2店舗、石川県にトゥールモンド・シュシュ店を2店舗構えている。